# Southfield, Jamaica
Southfield är en ort i Jamaica.   Den ligger i parishen Parish of Saint Elizabeth, i den sydvästra delen av landet, 90 km väster om huvudstaden Kingston. Southfield ligger 582 meter över havet och antalet invånare är 2 695. Den ligger på ön Jamaica.
Terrängen runt Southfield är huvudsakligen kuperad, men åt nordväst är den bergig. Havet är nära Southfield söderut.  Närmaste större samhälle är Santa Cruz, 18,7 km norr om Southfield. Omgivningarna runt Southfield är en mosaik av jordbruksmark och naturlig växtlighet.